# Supinfo
La Supinfo è un'università francese, grande école d'Ingegneria istituita nel 1965, situata a Parigi nel campus dell'IONIS Education Group. 
La Scuola è stata creata nel 1965 ed è stata riconosciuta dallo Stato francese dal 10 gennaio 1972.
Per un periodo di cinque anni SUPINFO forma professionisti ICT che possono lavorare in aziende IT al termine dei loro corsi. Viene quindi rilasciato un diploma registrato dallo Stato francese come certificato professionale nazionale di livello I.

## Didattica
Il curriculum è di informatica generalista. Tutte le 5 scuole conseguono la stessa laurea, consentendo agli studenti di spostarsi da un sito geografico a un altro se lo desiderano. È anche possibile frequentare lezioni in un campus diverso durante l'anno scolastico.
Il programma di studi è modellato sulle scuole di ingegneria europee con studi universitari e universitari integrati: tre anni di ciclo universitario integrato, quindi due anni di studi universitari, tutti seguiti da programmi di tirocinio nelle imprese. Tuttavia, gli studenti possono anche richiedere uno stage retribuito durante l'intero anno accademico.